# Automoribundia
Automoribundia (1888-1948) es la autobiografía del escritor español Ramón Gómez de la Serna. El libro se publicó en Buenos Aires en 1948 cuando el autor tenía sesenta años y es considerado por varios críticos literarios como la obra cumbre de Ramón. Automoribundia, de cerca de 800 páginas, incluye ilustraciones, fotografías y dibujos del autor.
Considerada como una de las obras autobiográficas más interesantes de la literatura española del siglo XX, Automoribundia también sirvió de fuente a Juan Manuel de Prada en 1996 para la elaboración de su novela Las máscaras del héroe.